# Kärntner Kreuz für Tapferkeit
Kärntner Kreuz für Tapferkeit var en särskild utmärkelse som förärades personer som hade försvarat Kärnten, vars södra del hade ockuperats av jugoslaviska styrkor efter första världskrigets slut.
Vid första världskrigets slut bildades Serbernas, kroaternas och slovenernas kungarike, vars militära makt besatte Kärnten. Lantförsamlingen i Kärnten svarade på detta med väpnad strid som varade fram till maj 1919.

## Mottagare i urval
- Karl Eglseer
- Johann Mickl
- Odilo Globocnik